# Glyphomerus tibialis
Glyphomerus tibialis är en stekelart som beskrevs av Förster 1856. Glyphomerus tibialis ingår i släktet Glyphomerus, och familjen gallglanssteklar. Arten är reproducerande i Sverige.